# Stefan Mihajlović (calciatore 1994)
Stefan Mihajlović (in serbo Стефан Михајловић?; Belgrado, 24 giugno 1994) è un ex calciatore serbo, di ruolo attaccante.

## Carriera
Ha giocato nella prima divisione dei campionati serbo, cinese e bosniaco.